# Rajd Portugalii 1990
Rajd Portugalii 1990 (24. Rallye de Portugal - Vinho do Porto) – 24 Rajd Portugalii rozgrywany w Portugalii w dniach 6-10 marca. Była to druga runda Rajdowych Mistrzostw Świata w roku 1990. Rajd został rozegrany na szutrze i asfalcie. 

## Wyniki końcowe rajdu[1]
| Msc. | Kierowca       | Pilot           | Samochód                   | Czas    | Strata | Grupa | Punkty |
| ---- | -------------- | --------------- | -------------------------- | ------- | ------ | ----- | ------ |
| 1    | Miki Biasion   | Tiziano Siviero | Lancia Delta Integrale 16V | 6:17.57 | 0.0    | A8    | 20     |
| 2.   | Didier Auriol  | Bernard Occelli | Lancia Delta Integrale 16V | 6:20.33 | +2.36  | A8    | 15     |
| 3.   | Juha Kankkunen | Juha Piironen   | Lancia Delta Integrale 16V | 6:23.08 | +5.11  | A8    | 12     |
| 4.   | Dario Cerrato  | Giuseppe Cerri  | Lancia Delta Integrale 16V | 6:34.23 | +16.26 | A8    | 10     |
| 5.   | Carlos Bica    | Fernando Prata  | Lancia Delta Integrale 16V | 6:45.24 | +27.27 | A8    | 8      |
| 6.   | Hannu Mikkola  | Arne Hertz      | Mazda 323 4WD              | 6:48.21 | +30.24 | A8    | 6      |
| 7.   | Jorge Recalde  | Martin Christie | Lancia Delta Integrale 16V | 6:53.01 | +35.04 | N4    | 4      |
| 8.   | Marc Duez      | lain Lopès      | Ford Sierra RS Cosworth    | 6:54.11 | +36.14 | A8    | 3      |
| 9.   | Joaquim Santos | Miguel Oliveira | Ford Sierra RS Cosworth    | 6:55.14 | +37.17 | A8    | 2      |
| 10.  | Ronald Holzer  | Klaus Wendel    | Lancia Delta Integrale     | 6:59.57 | +42.00 | A8    | 1      |

## Klasyfikacja po 2 rundach
Tabele przedstawiają tylko pięć pierwszych miejsc.

### Kierowcy
| Lp. | Kierowca        | Pkt |
| --- | --------------- | --- |
| 1   | Didier Auriol   | 35  |
| 2   | Massimo Biasion | 32  |
| 3   | Dario Cerrato   | 20  |
| 4   | Carlos Sainz    | 15  |
| 5   | Juha Kankkunen  | 12  |

### Producenci
| Lp. | Producent | Pkt |
| --- | --------- | --- |
| 1   | Lancia    | 40  |
| 2   | Toyota    | 17  |
| 3   | Mazda     | 12  |
| 4   | Ford      | 5   |
| 5   | Peugeot   | 2   |